# Thomas Chippendale

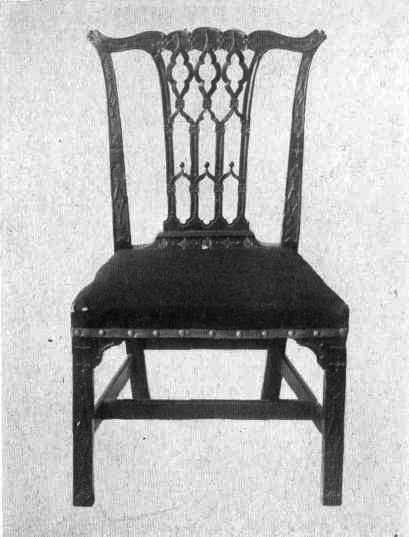
En stol i chippendalestil.

Thomas Chippendale, född 5 juni 1718 i Otley i West Yorkshire, död 1779 i London, var en engelsk möbeldesigner och möbeltillverkare. Han räknas tillsammans med Thomas Sheraton och George Hepplewhite till de "tre stora" inom engelsk möbeldesign under 1700-talet.
Hans säregna stil, i blandning av klassicism, rokoko, gotik och med kinesiserande inslag, som anammades även av andra engelska möbelsnickare fick stor betydelse för engelsk möbelkonst under slutet av 1700-talet. I sina tidigare alster är han påfallande influerad av rokokon, men senare gjorde sig influenser från Louis seizestilen sig påminda. Den kinesiserande tendensen tog Chippendale upp från arkitekten William Chambers. I spegelomfattningar och liknande gjorde sig även naturalistiska drag sig gällande. Chippendale arbetade först i ek och valnöt men övergick senare till mahogny, och banade därigenom vägen för mahogny som modeträslaget i Europa. Som teoretiker fick han även stor betydelse genom sin handbok för möbelsnickare, The Gentleman and Cabinet-Maker's Director (1754).
Stilen fick dock inte något riktigt genombrott på andra håll i Europa. I Västsverige, Norge, och på andra håll kan man dock spåra inflytandet. Även i de amerikanska kolonierna fick stilen fäste.
Som nystil fick chippendalestilen ett genombrott främst i USA i slutet av 1800-talet. Under 1900-talet blev stilen än mer populär och kom till Sverige med amerikanska TV-serier.